# Musculus quadriceps femoris

Musculus quadriceps femoris, verschiedene Muskeln in verschiedenen Farben
rectus femoris – blau
vastus lateralis – gelb
vastus intermedius – grün
vastus medialis – rot

Der Musculus quadriceps femoris (lat. für „vierköpfiger Oberschenkelmuskel“), oft kurz Quadrizeps oder „Unterschenkelstrecker“ genannt, ist ein aus vier Muskelköpfen bestehender Skelettmuskel auf der Vorderseite des Oberschenkels.

## Anatomie
Die vier Köpfe sind:
- Musculus rectus femoris (lat.: gerader Muskel des Oberschenkels) besetzt die Mitte des Schenkels und entspringt als einziger der vier am Becken, genauer am Darmbein. Er ist nach dem Verlauf des Muskels entlang des Oberschenkelknochens benannt (lat. Femur).
- Musculus vastus medialis (lat.: zur Mitte gelegener breiter Muskel) entspringt an der Innenseite des Oberschenkelknochens.
- Musculus vastus intermedius (lat.: mittlerer breiter Muskel) liegt zwischen M. vastus lateralis und M. vastus medialis an der vorderen Seite des Oberschenkelknochens.
- Musculus vastus lateralis (lat.: äußerer breiter Muskel) entspringt an der Außenseite des Oberschenkelknochens.

Die drei Musculi vasti (lat. für ‚breite Muskeln‘) entspringen am Oberschenkelknochen, der Musculus rectus femoris am Darmbein oberhalb der Hüftgelenkpfanne (Acetabulum). Nach unten strahlen die vier Muskeln in eine gemeinsame Endsehne (Quadriceps-Sehne) ein, die zur Tuberositas tibiae zieht, ein Knochenfortsatz am oberen Ende des Schienbeinknochens (Tibia). In diese Sehne ist die Kniescheibe (Patella) eingelagert. Unterhalb der Kniescheibe wird die Sehne auch Kniescheibenband (lat. Ligamentum patellae) genannt.
Der M. quadriceps femoris wird durch den Nervus femoralis, der Fasern aus den Rückenmarkssegmenten L2, L3 und L4 bezieht, innerviert.

## Funktion
Die Köpfe des Musculus quadriceps femoris bewirken gemeinsam die Streckung (Extension) des Kniegelenks. Der M. rectus femoris  bewirkt die Beugung (Flexion) des Hüftgelenks.

## Schädigung
Dysbalancen der vier Muskeln des M. quadriceps femoris, etwa durch Lähmungen, üben Querkräfte auf die Kniescheibe aus, die zu einer habituellen Luxation der Kniescheibe führen können.
Bei einer Lähmung wesentlicher Teile des Muskels, beispielsweise durch eine Schädigung des Nervus femoralis, kann die Beugung des Knies nicht gebremst werden. Gerät der Körperschwerpunkt nach hinten, so knicken die Patienten ein.